# Jakob Crescenz Seydelmann

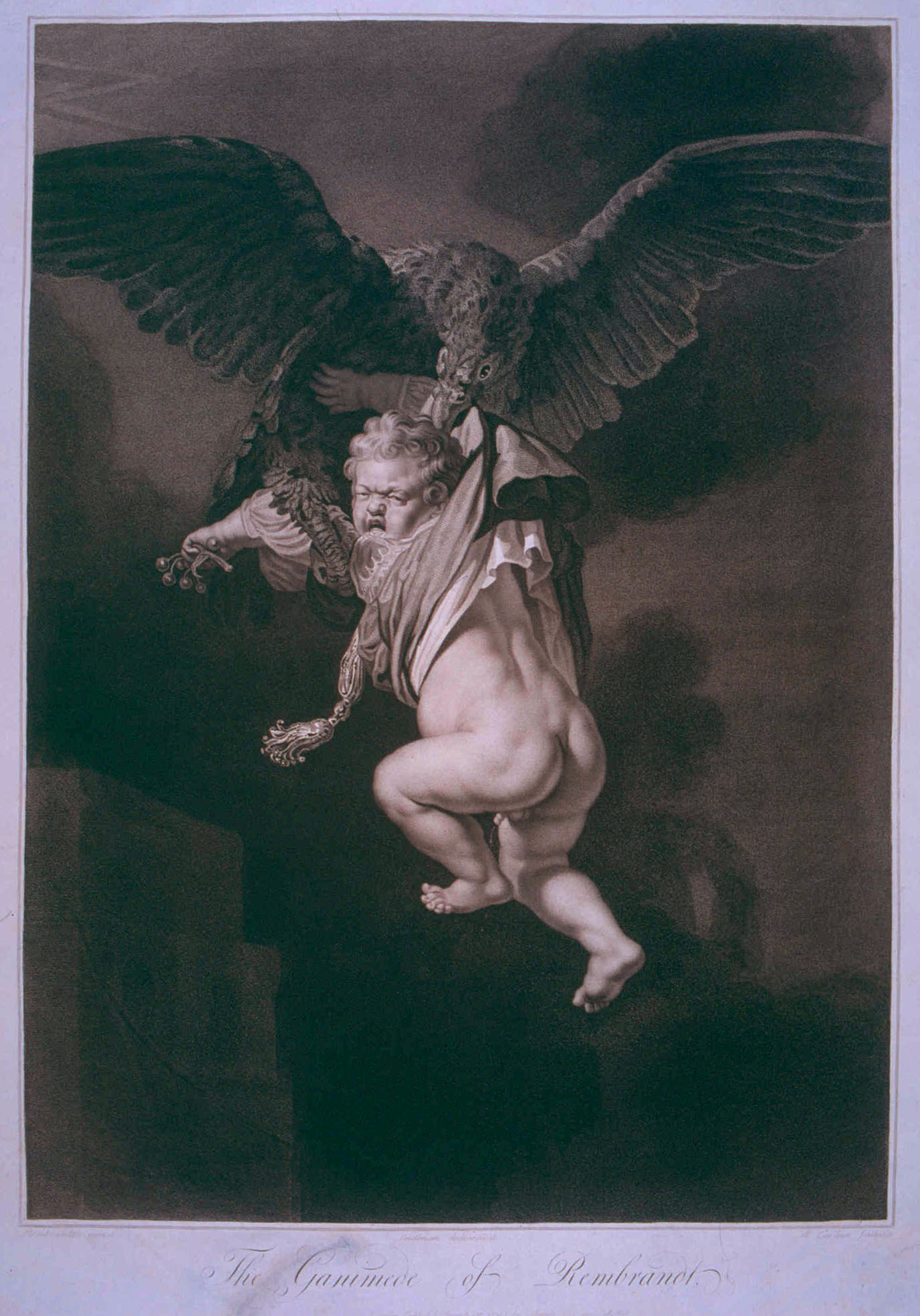
Der Raub des Ganymed. Kopie Seydelmanns nach Rembrandt

Jakob Crescenz Seydelmann (eigentlich: Crescentius Josephus Johannes Seydelmann, seit 1780 meist Jacob genannt, * Juli 1750 in Dresden (Taufe: 26. Juli); † 27. März 1829 ebenda) war ein deutscher Maler und Zeichner.

## Leben und Wirken

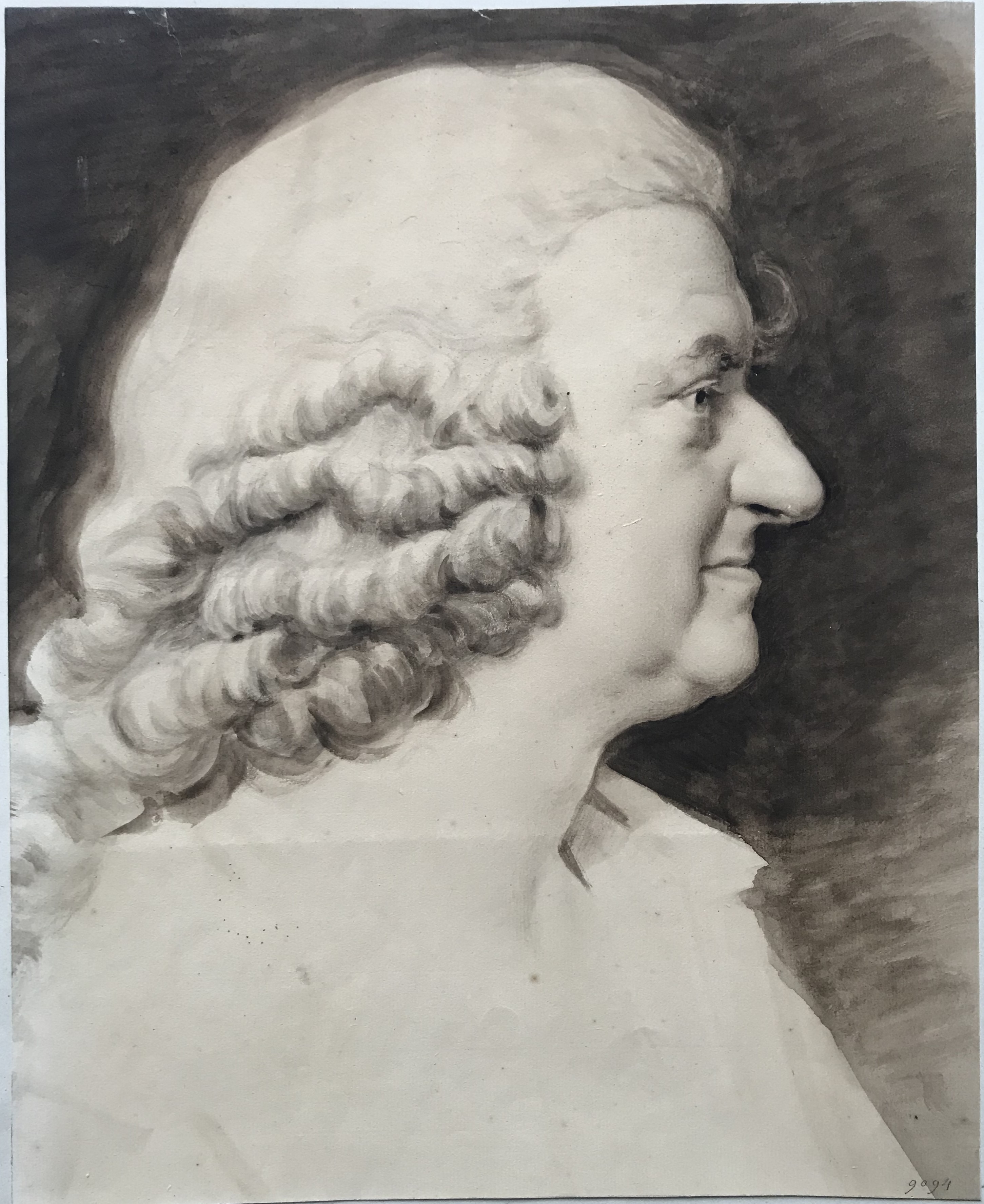
Bildnis des Augsburger Kupferstechers Georg Christoph Kilian, Pinselzeichnung

Seydelmann war der Sohn des kurfürstlichen Kammermusikus Francesco Seydelmann (Franz Joseph Seydelmann). Sein Bruder war der Musiker und Komponist Franz Seydelmann. 
Seydelmann war ein Schüler Giuseppe Canales, Giovanni Battista Casanovas und von Anton Kindermann (1729–1793) in Dresden, die alle auch als Kopisten und Reproduktionsgrafiker arbeiteten. Als Pensionär des sächsischen Kurfürsten studierte Seydelmann ab 1772 in Rom bei Anton Raphael Mengs. Er fertigte dort für Baron Riesch Kopien nach Antiken und zeitgenössischen italienischen Künstlern an. Nach seiner Rückkehr nach Dresden 1780 begann seine Mitarbeit am Galeriewerk zur Dresdner Gemäldesammlung. 1782 wurde er Mitglied der Akademie der Künste in Dresden und 1796 Professor. 1797 bis 1801 leitete er die Akademie im Wechsel mit Johann Eleazar Schenau. 1789 bis 1792 und 1794/95 besuchte er nochmals Rom.
Seydelmann hat sich vornehmlich durch Kopien in Sepiamanier nach berühmten Gemälden der Dresdner Gemäldegalerie Alte Meister wie etwa der Sixtinischen Madonna oder der Nacht von Antonio da Correggio einen Namen und die Sepiazeichnung in Dresden populär gemacht. Er galt sogar als Erfinder dieser Technik, wobei man heute eher von Sepiamanier spricht, da der Anteil der Farbe aus der Blase des Tintenfischs meist gering ist. Seydelmann hatte sich die Technik wohl in seinen römischen Jahren angeeignet. Künstler wie Adrian Zingg und Caspar David Friedrich wurden von ihm angeregt. Von Kaiser Alexander I. von Russland erhielt er den Auftrag, die wichtigsten Gemälde der in Dresden vertretenen italienischen Schulen für die kaiserliche Gemäldesammlung in der Eremitage in der Größe der Urbilder in Sepia auszuführen. Daneben schuf er auch zahlreiche Porträts, die zum Teil als Vorlagen für Druckgraphiken dienten.
Seine Gattin Apollonia (geborene de Forgue, Triest 1767 oder 1768–1840 Dresden) war seine Schülerin in Dresden und wurde ebenfalls eine angesehene Künstlerin. Sie heirateten 1783, als sie erst sechzehn war. Das Ehepaar war befreundet mit der Familie des Malers Gerhard von Kügelgen. 
Er war ab 1781 Mitglied der Dresdner Freimaurerloge Zum goldenen Apfel und starb am 27. März 1829 in Dresden.